# Xiphotheopsis hathlioides
Xiphotheopsis hathlioides är en skalbaggsart som beskrevs av Stefan von Breuning 1961. Xiphotheopsis hathlioides ingår i släktet Xiphotheopsis och familjen långhorningar. Inga underarter finns listade i Catalogue of Life.